# نوردول
نوردول (به هلندی: Noordwelle) یک منطقهٔ مسکونی در هلند است که در اسخائن-دایفه‌لاند واقع شده‌است. نوردول ۳۴۴ نفر جمعیت دارد.